# 方尾鯰
方尾鯰，為輻鰭魚綱鯰形目粒鯰科方尾鯰屬的其中一種，為熱帶淡水魚，分布於亞洲印尼淡水流域，體長可達22公分，棲息在底層水域，生活習性不明。